# Acronema ioniostyles
Acronema ioniostyles là một loài thực vật có hoa trong họ Hoa tán. Loài này được Farille & Lachard mô tả khoa học đầu tiên năm 2002.